# Бока Фоса (Венеција)
Бока Фоса (итал. Bocca Fossa) је насеље у Италији у округу Венеција, региону Венето.
Према процени из 2011. у насељу је живело 120 становника. Насеље се налази на надморској висини од 2 м.